# Stelis palmarum
Stelis palmarum är en biart som beskrevs av Timberlake 1941. Stelis palmarum ingår i släktet pansarbin, och familjen buksamlarbin. Inga underarter finns listade i Catalogue of Life.